# 老沪闵路
老沪闵路是橫跨中華人民共和國上海市徐汇區和闵行区的一條西南-東北-南北走向道路，共被切割為不連通的五段。其中最西南端為位於闵行区顓橋鎮的滬閔公路、顓興路和顓興東路交叉口，最北端為徐匯區境內的沪闵路。道路全长12900米，始建於中華民国11年（1922年），最初道路为沪闵南柘路的一部分。1949年后更名為沪闵路。1958年，修築市區滬閔路至颛桥的新路段，新路段仍名為滬閔路，而之前建成的路段則更名為老沪闵路。老沪闵路沿途有上海南站、華東理工大學徐匯校區、上海體育學院徐匯校區。

## 主要交汇道路（由北向南）

### 北段（沪闵路-虹梅南路）
- 沪闵路（沪闵高架路）接桂林路
- 石龙路
- 百色路、梅陇路
- 嘉川路
- 上中路、上中西路（中环路）
- 罗香路
- 罗秀路
- 莘朱东路
- 华发路、业祥路
- 朱梅路
- 景洪路
- 华泾路、春申路
- 华济路
- 虹梅南路

### 中北段（银都路-金都路）
- 银都路
- 景西路
- 莲花南路
- 金都路

### 中段（都会路-都园路）
- 都会路
- 都园路（通过人行天桥与中南段连接）

### 中南段（田园路-都市路）
- 田园路
- 都市路、沪光路

### 南段（众众德尚世嘉-沪闵公路）
- 沪闵公路、颛兴东路、颛兴路